# Mycetophagus distinctus
Mycetophagus distinctus är en skalbaggsart som beskrevs av Hatch 1962. Mycetophagus distinctus ingår i släktet Mycetophagus och familjen vedsvampbaggar. Inga underarter finns listade i Catalogue of Life.